# ایکینجی دوردیول
ایکینجی دوردیول (به لاتین: İkinci Dördyol) یک منطقه مسکونی در جمهوری آذربایجان است که در شهرستان آغ‌دام واقع شده است.